# إيملي مورلي
إيملي مورلي (بالإنجليزية: Emily Morley)‏ هي مجدفة باهاماسية، ولدت في 6 ديسمبر 1993 في ناساو في باهاماس.

## وصلات خارجية
- إيملي مورلي على موقع الاتحاد الدولي للتجديف (الإنجليزية)
- إيملي مورلي على موقع اللجنة الأولمبية الدولية (الإنجليزية)
- إيملي مورلي على موقع أوليمبيديا (الإنجليزية)